# Patones
Patones és un municipi del nord-est de la Comunitat de Madrid. Es divideix en dues localitats: Patones de arriba i Patones de abajo. La primera és un important focus de turisme rural. Es troba a 60 km de Madrid.

## Demografia
| 1900 | 1910 | 1920 | 1930 | 1940 | 1950 | 1960 | 1981 | 1990 | 1995 | 2000 | 2005 | 2010 |
| ---- | ---- | ---- | ---- | ---- | ---- | ---- | ---- | ---- | ---- | ---- | ---- | ---- |
| 289  | 331  | 351  | 360  | 368  | 348  | 365  | 353  | 343  | 352  | 352  | 430  | 494  |

## El rei de Patones
La història de Patones és força pintoresca, car fins a 1750, Patones va ser, segons les cròniques locals, una mena de monarquía hereditària. Les llegendes al·ludeixen a una monarquia mil·lenària, per a alguns d'origen visigot, que hauria aconseguit perviure a l'ocupació musulmana. Fins i tot s'explica que un dels monarques de Patones, va adreçar una carta a Felip II, encapçalada per la frase "Del Rey de Patones, al Rey de España". De finals del segle xvii provenen les primeres referències escrites a la peculiar institució del Rei de Patones. Sembla que les 10 o 12 famílies residents en la localitat acataven l'autoritat d'un ancià al qual donaven el títol de rei i que aquest càrrec era hereditari, tot i que, en la pràctica es tractava més aviat d'una mena d'alcalde o jutge de pau d'origen humil.
Va ser Carles III, qui va posar fi a la dinastia "patonera" al negar-se aquests a pagar uns impostos. L'any 1750 el poble va sol·licitar al Duc d'Uceda el nomenament d'una "justícia" o alcalde pedani.
El primer escrit on es fa al·lusió al Rei de Patones és de 1653, quan es va entrevistar amb el Cardenal Moscoso per a sol·licitar la construcció de l'ermita. Al llarg del segle xviii, la llegenda del Rei de Patones és donada per certa en nombrosos llibres, un dels més coneguts és el "Viaje de España" d'Antonio Ponz.

## Patones de abajo
Patones de abajo es va crear l'any 1940, just després de la guerra civil espanyola, la localitat es va fundar perquè els habitants de Patones de arriba es van traslladar a viure a baix per la proximitat de la rica vega del riu Jarama. El poble de Patones de abajo després de fundar-se es va començar a poblar a partir del 1960. Avui dia és un poble força nou, amb cases lineals i els seus habitants es dediquen a l'agricultura, però també al sector serveis.

## Patones de arriba
El 1555 Patones de arriba ja existia, tenia 7 veïns, i era depenent d'Uceda. És sens dubte el lloc turístic per excel·lència de tot el municipi de Patones, és una bellíssima localitat, enfilada dalt d'una petita muntanya. Al seu nucli s'han trobat recentment importants restes arqueològiques, els més importants a la Cueva del Reguerillo. També en 1974 es va descobrir un castrum celtiber, del segle ii aC.